# Magnus Barfot
Magnus Olavsson Barfot, född 1073, död 24 augusti 1103, var kung av Norge från 1093 fram till sin död. Han var son till kung Olav Kyrre (den fredlige) av Norge och dennes frilla Tora Jonsdatter, gift med Margareta Fredkulla och far till bland andra Sigurd Jorsalafarare (Sigurd I Magnusson).
Magnus Barfot representerade en vändning i norsk utrikespolitik; han förde en aggressiv och expansiv politik och försökte bland annat erövra Dalsland och delar av Värmland, vilket dock misslyckades. Magnus Barfots krigföring i Skottland ledde till att många områden och öar med norskättad befolkning antingen inlemmades i eller knöts närmare till Norge, däribland Hebriderna (kallade Söderöarna), Orkneyöarna och Isle of Man. Han förde krig även i Wales och på Irland.
1101 deltog Magnus Barfot i fredssamtalen som kung av Norge i trekungamötet i Kungahälla tillsammans med Inge den äldre från Sverige och Erik Ejegod från Danmark. Han gifte sig, som en bekräftelse på freden, med Margareta Fredkulla som var kung Inges dotter.
Magnus dog efter att ha fått en yxa i halsen under ett slag i Ulster på norra Irland. I Heimskringla berättas att han förde ett lejon av guld i rött fält på skölden och på vapenrocken.

## Tillnamn
Varför Magnus kallades Barfot (från berfættr eller berleggr) är något oklart. Snorre Sturlasson hävdar att kungen och många av hans män hade lagt sig till med vanan att gå klädda »med bare legger på gata og hadde korte trøyer og kapper». Enligt Saxo fick han namnet efter att vid ett tillfälle ha tvingats fly från svenskarna barfota, utan skor.
I modern tid har Magnus Barfot beskrivits som den siste vikingen av de norska kungarna. Hans samtid gav honom ett annat tillnamn som är lika tydligt: Styrjaldar-Magnus, det vill säga Krigs-Magnus.

## Beskrivning
Magnus Barfot tog inte efter sin far i särskilt mycket, utan påminde mer om sin farfar Harald Hårdråde. Snorre Sturlasson beskriver en kung som var mer stridslysten än sin far; envis och kompromissovillig. Magnus Barfot beskrivs som en stor, kraftig man med axellångt blont hår. 

## Konflikt om tronen
När Olav Kyrre blev begravd utsågs Magnus till Norges kung, men i Oppland satt den åldrande stormannen Tore på Steig i Gudbrandsdalen, som kallas Steigar-Tore. Han fostrade Magnus Haraldssons son, som var Olav Kyrres brorson och alltså Magnus kusin. Denne kallades Håkon Torefostre och han var en ung man på 25 år som helt styrdes av sin fosterfar. Steigar-Tore fick Håkon utropad som kung i Oppland. Därefter gav de sig av till Trøndelag och krävde på Øretinget att Håkon skulle kallas kung och att riket skulle delas på samma sätt som det en kort period var delat mellan Harald Hårdråde och Magnus den gode.
Bönderna i Trøndelag var inte särskilt förtjusta i tanken på en kung till, men Håkon gav på Steigar-Tores inrådan vidlyftiga vallöften; och till sist övertygade han Trøndelagsbönderna.

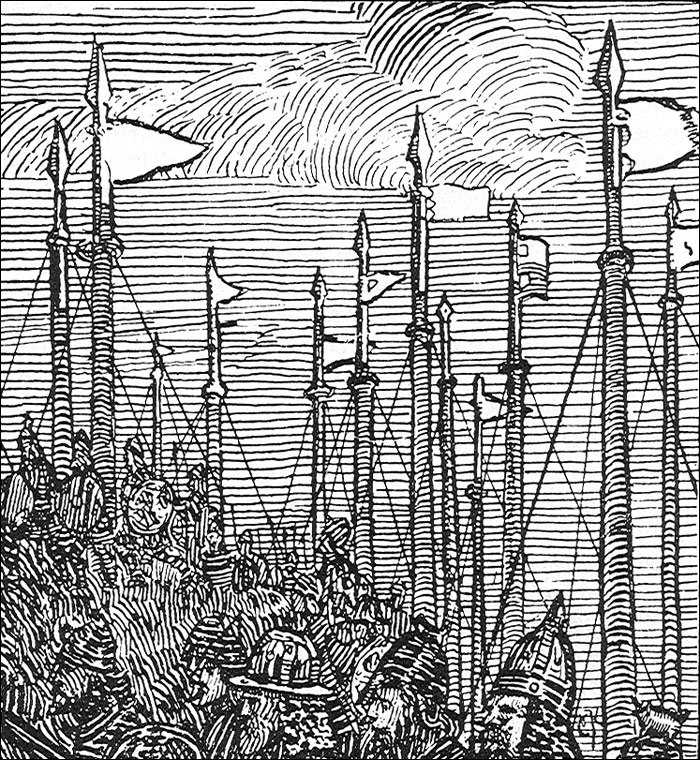
Magnus Barfot hade den vackraste hären som gick att uppbringa i Norge, skrev Snorre Sturlasson.

Magnus Barfot kom till Trøndelag med sju långskepp på hösten; han lade till vid kungsgården i Nidelva. Han vägrade kategoriskt att erkänna Håkons krav. Kort därefter dog Håkon av sjukdom under en ripjakt på Dovrefjell. Håkon Toresfostre fick inte någon egen saga av Snorre, och kan sägas ha representerat ett lokalt uppror mot Magnus Barfot.

## Krig mot Danmark och Sverige
Med Håkon död kunde Magnus vända blicken mot utlandet. Precis som hans farfar före honom fyllde han statskassan genom att organisera plundringståg. Från Viken seglade han söderut till Halland, som då tillhörde Danmark, på plundringståg. Snorre skriver: «Der brente han Viskadalen og flere andre bygder. Han vant mye gods der og fór siden tilbake til sitt rike,».
Fienden i hast ble jaget;
hordekongen svidde av hus.
Høyt steig flammer i vinden.
Viskdalske enker fikk våke.
De tre nordiska rikena möttes vid utloppet av Göta älv och gränsdragningen var omtvistad. 1097 drog Magnus Barfot in i Götaland med en stor här för att säkra den norska gränsen och garantera tillgänglighet för den ekonomiskt mycket viktiga farleden. Han red runt med sin här och brände ner hus och hem för lokalbefolkningen tills de svor honom trohet. När han återvände till Viken lämnade han, på Kållandsö, kvar en garnison på 300 man med förråd under ledning av Finn Skoftesson och Sigurd Ullstreng. Påföljande vinter jagades denna garnison bort av svenska trupper. Nästa vår återkom Magnus Barfot med en ny här, men möttes då, vid Fuxerna av en svensk här som var övermäktig och Magnus Barfot undkom knappt med livet i behåll.

## Familj
Magnus Barfot var utomäktenskaplig son till kung Olav Kyrre (den fredlige) av Norge och dennes frilla Tora Jonsdatter. Hans far var troligtvis den förste skriv- och läskunnige norske kungen. Olav dog av sjukdom den 22 september 1093 på gården Haukbø (numera Håkeby) i nuvarande Tanum kommun i Bohuslän efter att ha regerat i 26 år. Denna långa regeringstid till trots var Olav bara runt 45 år när han dog. Olav Kyrre fördes till Trondheim (Nidaros) och begravdes i Nidarosdomen. Olav var gift med kung Sven Estridssons av Danmark dotter Ingrid, men äktenskapet blev barnlöst. Olav Kyrres ende son föddes istället av hans frilla Tora Jonsdatter (cirka 1045–cirka 1070), och som tidens sed var uppfostrade inte föräldrarna sonen själva.
Magnus Barfot gifte sig med Inge den äldres dotter Margareta Fredkulla. Äktenskapet var barnlöst, alla Magnus barn är frillobarn.

### Barn
Med "en kvinna av ringa härkomst" (enligt Heimskringla)
1. Öystein Magnusson, född omkring 1089.
2. Ragnhild Magnusdotter
3. Tora Magnusdotter (mor till Jón Loftsson í Odda. Han uppfostrade Snorre Sturlasson och var far till Páll Jónsson biskop i Skálholt.)

Med Thora
1. Sigurd Magnusson, född omkring 1090

Med frillan Sigrid Saxedotter
1. Olav Magnusson, född omkring 1099

Med okänd kvinna på Irland
1. Harald Gille, född på Irland (omdiskuterat släktskap)

Med Tora Saxedotter
1. Sigurd slemmedjäke

Med okänd kvinna
1. Magnus röde